# Cyclone polaire
Pour les articles homonymes, voir Cyclone (homonymie).

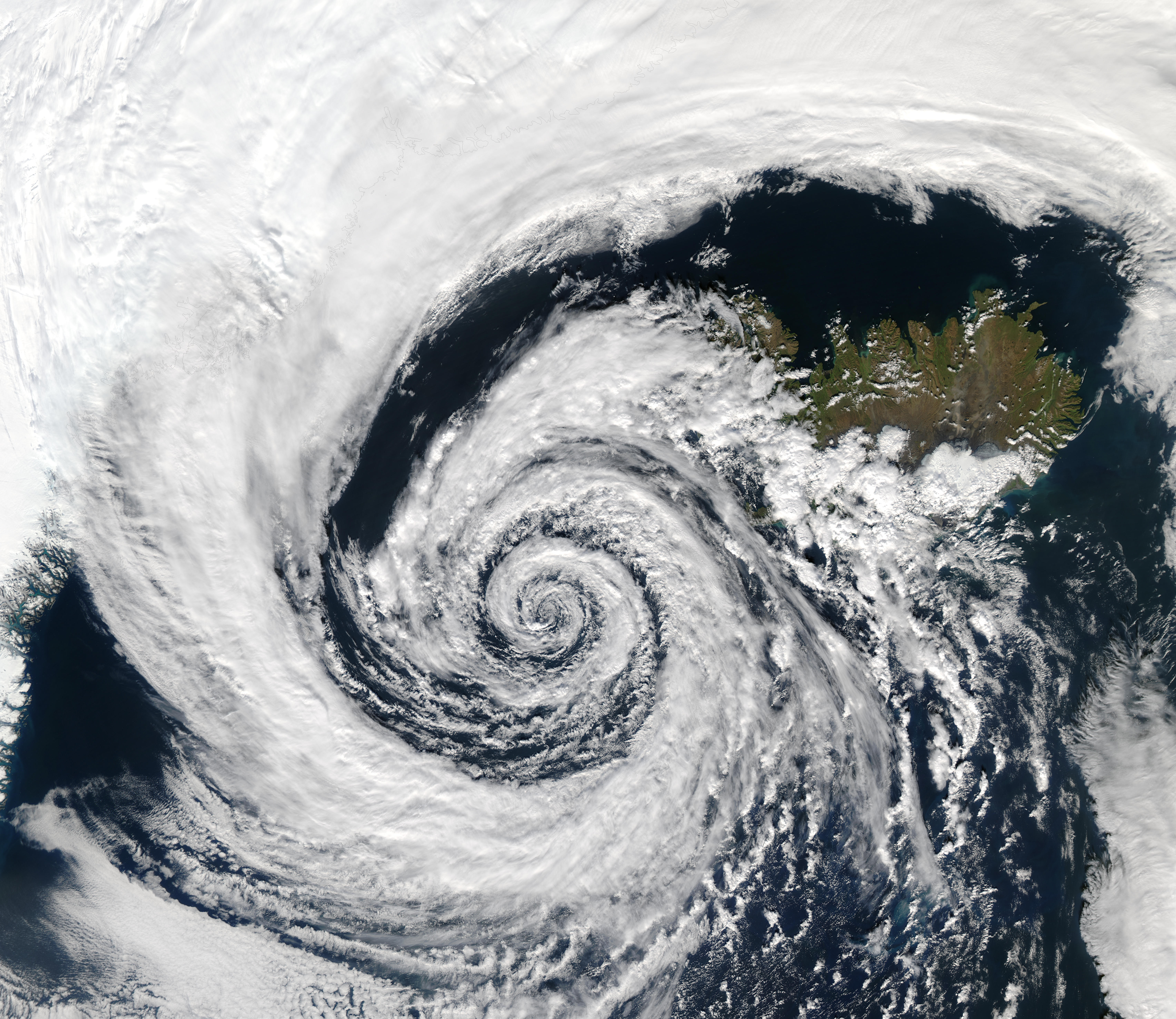
Au large de l'Islande

Un cyclone polaire est un système de basse pression, couvrant habituellement une zone de 1 000 à 2 000 kilomètres, identique aux cyclones extratropicaux, dits dépressions des latitudes moyennes, mais qui se développe dans les latitudes arctiques et antarctiques. Les cyclones polaires se forment le long du front polaire, une bande de contraste thermique entre l'air venant des Pôles et celle venant des latitudes moyennes du globe. L'air circule dans ces dépressions dans le sens contraire des aiguilles d'une montre dans l'hémisphère nord et dans le sens inverse dans l'hémisphère sud sous l'impulsion de la force de Coriolis. 
Ces systèmes peuvent se produire tout au long de l'année. Cependant, les cyclones d'été tendent à être plus faibles que ceux d'hiver car le contraste thermique est alors moins marqué. La présence de la banquise et d'eau sans glace côte-à-côte accentue également ce contraste à certaines périodes de l'année. L'activité cyclonique est plus répandue dans l'Arctique eurasien avec approximativement 15 cyclones par hiver. Les cyclones polaires se produisent également au Groenland et dans la zone Arctique canadienne. 
On a tendance à les confondre  avec les dépressions polaires qui sont des dépressions de très faible diamètre et qui se comportent de façon semblable aux cyclones tropicaux,.

## Sur les autres planètes
Des cyclones polaires ont été observés sur toutes les planètes du Système solaire ayant une atmosphère. Leur existence sur Uranus n'est connue que depuis 2023, grâce à des observations dans le domaine des micro-ondes,.